# Canal d'En Martí
La playa Canal d'En Martí está situada en Santa Eulalia del Río, en la parte oriental de la isla de Ibiza, en la comunidad autónoma de las Islas Baleares, España.
Es una playa muy frecuentada por aficionados a la pesca y barcos de recreo.